# Frederick Burton (Cricketspieler)
Frederick John Burton (* 2. November 1865 in Melbourne, Australien; † 25. August 1929 in Wanganui, Neuseeland) war ein australischer Cricketspieler, der zwischen 1887 und 1888 für die australische Nationalmannschaft spielte.

## Aktive Karriere
Burton gab sein First-Class-Debüt in der Saison 1885/86 und spielte in der Folge für New South Wales. Als Jack Blackham im zweiten Test der Ashes Tour 1886/87 nicht zur Verfügung stand, nahm er dessen Platz als Wicket-Keeper ein. Ein Jahr später war beim Test Blackham wieder im Team, Burton wurde jedoch dennoch als Batter berücksichtigt. Dort konnte er jedoch nicht überzeugen und es sollte sein letzter Einsatz im Nationalteam sein. Seinen letzten Einsatz im First-Class-Cricket für New South Wales hatte er in der Saison 1895/96, als diese eine Tour in Neuseeland machten.

## Nach der aktiven Karriere
Später im Leben ging Burton dauerhaft nach Neuseeland. Er spielte dort zunächst Cricket für Christchurch, übernahm dann jedoch eine Arbeit in einer Kühlschrankfabrik in Wanganui. Auch dort spielte er weiterhin Cricket und fungierte als Umpire. Im August 1929 verstarb er Alter von 63 Jahren.